# جائزة ديكارت
جائزة ديكارت (بالإنجليزية: Descartes Prize)‏‏ هي جائزة علمية تُمنح من قبل المفوضية الأوروبية. تأسست في عام 2000، وسُميت نسبةً إلى رينيه ديكارت.